# Zygmunt Tadeusz Turno
Zygmunt Tadeusz Turno herbu własnego (ur. 7 sierpnia 1794 – zm. 1 grudnia 1851 w Warszawie) – uczestnik wojen napoleońskich, porucznik pułku strzelców konnych gwardii królewskiej (następnie kapitan), pułkownik w okresie powstania listopadowego, po upadku którego rozstał się z wojskiem.

## Życiorys
Syn Stefana Turno (1753-1820) z wołyńskiej linii Turnów i Ludwiki z Hemlingów. Miał dwóch braci, tj. Krzysztofa i Karola (uczestników wojen napoleońskich), a także siostrę Helenę, wydaną za mąż w 1815 roku za generała Henryka Dembińskiego. Był dziedzicem stosunkowo niewielkich majątków Bronisze i Strzykuły pod Warszawą z przyległościami w stosunku do dóbr, którymi władał jego ojciec na Wołyniu, a które zostały skonfiskowane rodzinie przez władze carskie po trzecim rozbiorze Rzeczypospolitej, m.in. za udział w powstaniu kościuszkowskim.
Podobnie jak jego dwaj bracia, swoją przyszłość wiązał z wojskiem, biorąc udział w kampanii Napoleona 1812 roku w Rosji i bitwach 1813 roku na terenie Niemiec. W 1814 roku został kawalerem Legii Honorowej. Po upadku Napoleona rozpoczął służbę wojskową w Królestwie Polskim, gdzie został przydzielony do Szwadronu Wzorowych Strzelców Konnych Woyska Królestwa Polskiego, uzyskując kolejno stopnie porucznika (1814) i kapitana (1818). Tuż przed wybuchem powstania listopadowego został wyróżniony znakiem honorowym za nieskazitelną służbę oficerską, zaś w trakcie tego zrywu niepodległościowego postąpił na stopień pułkownika, otrzymując również w 1831 roku złoty krzyż orderu Virtuti Militari. Po upadku powstania, relegowany z armii, rozstał się z wojskiem na zawsze, próbując chronić rodzinę przed carskimi represjami.
Od 1822 roku żonaty z Anielą Faustyną Szymanowską, córką radcy prokuratorii generalnej Teofila Szymanowskiego i Marianny Kazimiery Magnuskiej, z którą miał synów Ludwika Mariana (1823-1899) i Gustawa Kazimierza (1824-1902). Wobec coraz ostrzejszych represji ze strony zaborcy rosyjskiego, Zygmunt i Aniela Turnowie, w obawie o swoich synów, umieścili ich w Wolnym Mieście Krakowie u ciotki - generałowej Heleny z Turnów Dembińskiej, gdzie młodzieńcy podjęli naukę. W 1846 roku starszy z nich, Ludwik Marian, został aresztowany za próbę udzielenia wsparcia powstaniu krakowskiemu i wydany władzom carskim, które skazały go na długoletnie zesłanie na Syberię. Po śmierci Zygmunta Turno na barki jego młodszego syna, Gustawa Kazimierza, spadło utrzymanie rodziny.